# فصلی نو
فصلی نو (به انگلیسی New Chapter) نام اولین آلبوم استودیویی بازیگر، ترانه نویس و خوانندهٔ آمریکایی، دونالد برازول است که در سال ۲۰۰۷ منتشر شده‌است.او بواسطهٔ اجرای کنسرتها، حضور در برنامه‌های تلویزیونی و رادیویی نزد مردم جهان شناخته شده‌است.وی یکی از فینالیست‌های سومین فصل از برنامهٔ تلویزیونی استعداد یابی آمریکا بود.این آلبوم کاوری از آهنگ‌های کلاسیک و معروف است.

## اطلاعاتآلبوم
این آلبوم شامل سبک‌های پاپ و موسیقی تئاتر است که به سبک اپرا درآمده‌اند.این آلبوم توسط مایکل مورالس و ران مورالس که هردو جایزهٔ گرامی دریافت کرده‌اند منتشر شده‌است.دستیار تهیهٔ این آلبوم مارک مارتین است.اسم این آلبوم اشاره به شروع شدن فصل جدیدی در زندگی دونالد دارد که وی طی آن دورهٔ جراحت و قادر نبودن به تکلم را بعد از سانحهٔ تصادف با اتومبیل در ۱۹۹۵ را پشت سر گذاشت و وارد دورهٔ جدیدی از زندگی شد.دونالد دربارهٔ ترانه‌های این آلبوم میگوید : "ترانه‌ها را از افرادی انتخاب کردم که به نوعی در کشمکش قرار داشتند ولی نهایتاً موفق به پیدا کردن استعداد درونی خود در خواندن شدند."

## ترانه‌ها
- “من دیگر چه احمقی هستم؟” از (دنیا را نگه دارید من میخواهم پیاده شوم) (لزلی بریکیلیوس، آنتونی نیولی) - ۳:۴۶
- “بسامه موچو” (کنسولو وانسکولز) - ۳:۰۴
- “تابستان میداند” (تم از تابستان '۴۲) (آ.برگمن، ام.برگمن، ام.لگراند) - ۴:۳۰
- “سایهٔ لبخندت” (جی ماندل، پی اف وبستر) - ۳:۳۷
- “پیچه” (پنینو، دی فلاویس) - ۳:۴۸
- “ممکن است جادو باشد؟” (بری مینلو، آدریان آندرسون) - ۴:۴۲
- “بیشتر” (تم از مونو کین)” (الکس استون، تام گلیزر) - ۲:۴۹
- “داستان عشق” (فرانسیس لین، کارل سیگمن) - ۳:۲۸
- “اگر” (دیوید گریتس) - ۲:۴۷
- “عشق کجاست؟” از تولیدکنندهٔ موسیقی اولیور! (لینول برت) - ۴:۰۱
- “جایی” from داستان حاشیهٔ غرب (لئونارد برستین، استفان ساندیم) - ۲:۵۸
- “به چه کسی میتوانم تبدیل شوم؟” از تولید کنندهٔ موسیقی نعرهٔ گریمور – بوی کلاغ (لزلی بریکیلیوس، آنتونی نیولی) - ۲:۵۴
- “سعی کن به یاد بیاوری” (تام جونز (خواننده)|تام جونز، هاروی اشمیتز) - ۳:۴۶
- “پانیس آنگلیکیوس” ”(سزار فرانک) - ۴:۲۹